# Guillaume Hyacinthe Bougeant
Guillaume-Hyacinthe Bougeant, conosciuto come Le Père Bougeant (Quimper, 4 novembre 1690 – Parigi, 17 gennaio 1743), è stato un gesuita e storico francese.
Bougeant entrò nella Compagnia di Gesù nel 1706, insegnò classici nel Collegio di Caen e Nevers, e visse per un certo numero di anni a Parigi fino alla morte. Il suo  Amusement philosophique sur le langage des bêtes (Amusements filosofica sul linguaggio degli animali), pubblicato nel 1737, attirò la censura dei suoi superiori per aver teorizzato che le anime cattive si rifugiano negli animali, e Bougeant fu brevemente esiliato da Parigi. L'opera fu tradotta in inglese, italiano e tedesco. 
Le sue opere storiche sulla guerra dei trent'anni e sulla pace di Vestfalia furono considerate tra i migliori libri di storia scritti da gesuiti, e furono tradotti in tedesco. Egli è anche autore di un trattato teologico sulla forma di consacrazione dell'Eucaristia, e di un Catechismo diviso in tre parti, storico, dogmatico, e pratico. Questo catechismo, tradotto in italiano e tedesco, ebbe attraverso molte edizioni e era ancora in uso nel 1900.
Scrisse tre commedie, Le Docteur Femme, Le Saint déniché, e Les Quakres français, delle satire sui giansenisti. La prima delle tre ebbe 25 edizioni in pochi mesi, e fu tradotta in italiano, polacco, spagnolo e olandese. Tra il 1725 e il 1737 contribuì a numerosi articoli del Journal de Trévoux.